# 봉암초등학교 (전북)
봉암초등학교는 대한민국 전북특별자치도 고창군 부안면 봉암리에 있는 공립 초등학교이다.

## 학교 연혁
- 1940년 5월 29일 봉암공립심상소학교 개교
- 1941년 4월 1일 봉암공립국민학교로 개칭
- 1983년 3월 6일 병설유치원(1학급) 개원
- 1994년 2월 28일 죽도분교 통합
- 1996년 3월 1일 봉암초등학교로 개칭
- 1998년 2월 28일 선운분교 통합
- 2015년 12월 17일 체조부 창단
- 2017년 3월 1일 제33대 한진순 교장 부임
- 2018년 2월 9일 제73회 졸업식(7명, 총 3808명)

## 참고 자료
- 봉암초등학교 - 한국교육학술정보원 학교알리미